# Patreon
Patreon ist ein US-amerikanischer Social-Payment-Service-Anbieter. Über Patreon können Kreative und Künstler von ihren Abonnenten regelmäßig einen selbst bestimmten Geldbetrag erhalten, welche dafür im Gegenzug oftmals Belohnungen erhalten. Auch bietet die Plattform für Kreative und Künstler verschiedene Möglichkeiten, um mit ihren Abonnenten zu interagieren (Kommentare, Chats, Umfragen etc.).
Zunehmender Beliebtheit erfreut sich Patreon bei Webvideoproduzenten, Musikern, Podcastern, Comiczeichnern, Schriftstellern und Bloggern.

## Geschichte
Patreon wurde im Mai 2013 von dem Musiker Jack Conte gegründet, der nach einer Möglichkeit gesucht hatte, von seinen populären Videos auf YouTube leben zu können. Zusammen mit Sam Yam entwickelte er eine Plattform, die es „Patrons“ (englisch, etwa „Förderer“) ermöglicht, automatisch jedes Mal, wenn der Künstler beispielsweise ein neues Video hochlädt, dem Künstler einen bestimmten Betrag zu zahlen. In einer ersten Runde sammelte das Unternehmen von Risikokapitalgebern und Business Angels im August 2013 2,1 Millionen Dollar ein. In einer weiteren Runde sammelte das Unternehmen 15 Millionen Dollar. Bis Januar 2016 erhielt Patreon 47,1 Millionen US-Dollar.
In den ersten 18 Monaten registrierten sich mehr als 125.000 Patrons. Ende 2014 verkündete Patreon, dass jeden Monat mehr als eine Million Dollar an Content-Produzenten ausgezahlt werden.
Im Oktober 2015 wurde die Website Ziel von Cyberattacken. Dabei wurden etwa 15 Gigabyte an Passwort-Daten, Spendenregistrierungen und Quellcode gestohlen und veröffentlicht. Außerdem wurden mehr als 2,3 Millionen E-Mail-Adressen und Millionen privater Nachrichten öffentlich. In der Folge erhielten einige Patrons bzw. Spender Erpresser-E-Mails mit der Aufforderung, für ihre privaten Daten Bitcoin-Zahlungen vorzunehmen.
Im Januar 2017 gab Patreon bekannt, dass seit ihrer Gründung bereits über 100 Millionen US-Dollar über Patreon an Künstler gezahlt wurden.
Ende August 2021 finden sich auf der Website von Patreon folgende Angaben: 6+ (7+) Mio. Patrons, 200.000+ geförderte Kreative, die derzeit 100 Mio. $ monatlich ausbezahlt bekommen, bisher insgesamt 2+ Mrd. Fördergeld gezahlt.

## Geschäftsmodell
Künstler auf Patreon werden nach Produkttyp klassifiziert, darunter Video/Film, Podcast, Spiele, Bildung usw. Diese Content-Produzenten erstellen auf der Patreon-Website eine eigene Seite, auf der sie neben Daten zu sich auch angeben, ob sie von Patrons auf monatlicher Basis Zahlungen erhalten wollen oder pro produziertem und veröffentlichtem Inhalt. Dabei geben Künstler in der Regel an, wie hoch ihr Ziel an monatlichen Zahlungen ist. Patrons können ihre Zahlungen jederzeit kündigen. Ähnlich anderen Plattformen dieser Art, dazu zählen z. B. Tipeee und Steady, erhalten Patrons bestimmte Vorteile („Rewards“ je nach Höhe ihrer Zahlungen). Dies können beispielsweise sein:
- ein früherer Zugang zu den produzierten Inhalten,
- exklusive Videos mit Danksagungen,
- Umfragen und Live-Fragerunden speziell für die Abonnenten,
- Merchandise,
- Zugang zu älteren Inhalten und/oder die Möglichkeit, diese herunterzuladen,
- E-Mail-Kontakt oder sogar ein Fantreffen.

Patreon behält von den Zahlungen der Patrons an die Künstler 5 bis 12 % Provision ein. Weitere ca. 5 % der Zahlungen fallen wegen Transaktionsgebühren weg. So bleiben dem Künstler selbst im Durchschnitt 90 % der Einnahmen über Patreon. Stand April 2018 war die durchschnittliche Höhe einer Zahlung 12 US-Dollar bei monatlich einer Million Patrons und 50.000 neuen Künstlern und Content-Produzenten auf der Plattform. Der Gesamtverdienst aller Künstler lag im Jahr 2017 bei 150 Millionen Dollar.
Aufgrund des anhaltenden Podcast-Hypes, speziell auch in Deutschland, nutzen immer mehr deutsche Podcaster Bezahlmodelle, um sich und ihre Projekte durch die eigene Community finanzieren zu lassen.

## Kritik
Patreon steht in der Kritik, weil es seine AGB bezüglich Pornographie und Äußerungen im Internet verschärft hat. Sperrungen werden „ohne jede Vorwarnung“ umgesetzt.

### Russische Invasion der Ukraine
Während der Russischen Invasion der Ukraine 2022 setzte Patreon seine Geschäfte in Russland fort, trotz des internationalen Drucks auf westliche Unternehmen, die in Russland tätig waren, um ihre Aktivitäten dort zu beenden. Zu Beginn der russischen Invasion der Ukraine schloss Patreon ein großes ukrainisches Konto einer Wohltätigkeitsorganisation namens Comeback Alive, die Geld sammelte, um Freiwillige und Veteranen zu unterstützen, aufgrund ihrer Finanzierung und Ausbildung von Militärpersonal. Am 15. Februar 2024 löschte Patreon das Konto von Artur Rehi, einem militärischen Vlogger. Patreon gab "Hassrede" als einen der Gründe für die Löschung an, aufgrund von Rehis Bezugnahme auf die Russen in den besetzten Gebieten der Ukraine als "Besatzer". Der andere Grund war "Militärfinanzierung", obwohl Rehi alle Spenden über Rotary Club weiterleitete.